# Listy perskie
Listy perskie (fr. Lettres persanes) – powieść epistolarna Monteskiusza wydana anonimowo w 1721 roku w Amsterdamie.
Jest to powieść epistolarna polifoniczna składająca się ze 161 listów. Głównymi bohaterami utworu są Usbek i Rica, dwaj Persowie, którzy odbywają podróż po Europie, zaś w latach 1712–1720 mieszkają we Francji. Piszą oni listy do swoich przyjaciół, by podzielić się z nimi wrażeniami z krajów europejskich oraz otrzymać wiadomości z Persji.

## Główni bohaterowie
- Usbek – bogaty szlachcic, muzułmanin, ma pięć żon, z których najmłodsza, Roksana, jest jego faworytką,
- Rica – młodszy od Usbeka, nie ma własnej rodziny, człowiek rozumu.